# デル・カーノ (小惑星)
デル・カーノ (3060 Delcano) は小惑星帯にある小惑星。パウル・ヴィルトがツィンマーヴァルト天文台で発見した。

## 名称
1522年に史上初となる世界周航を成し遂げたスペインの探検家フアン・セバスティアン・デル・カーノ（姓はエルカーノとも表記される。1486年 - 1526年）に因む。命名は1992年11月の小惑星回報（MPC 21130）で公表された。命名を提案したのはアメリカの天文家ハーラン・J・スミス（1991年没）である。
デル・カーノは、フィリピンで殺害されたフェルディナンド・マゼランの船団の指揮を引き継ぎ、西回りでヨーロッパに帰還した。スミスが記した推薦文は、マゼランに帰せられることの多い「初の世界一周」の名誉を負うべき人物として「世界一周の連続した航海」を完遂したデル・カーノをたたえている。また天文学的な関心事として、周航船団が記した航海日誌の1日のズレが日付変更線設定の契機となったことに言及している。
デル・カーノに関連する人物では、(4055) マゼランが小惑星に命名されている。

## 註
1. 1 2 3  MPC 21130（1992年11月10日）